# Vrisak (biljni rod)
Vrisak (Čubar, lat. Satureja), biljni rod  iz porodice medićevki smješten u tribus Saturejeae, dio potporodice Nepetoideae. Pripada mu 43 vrste i 5 hibrida (44 kod Kew–a) 

## Etimologija
Ime roda znači ugodnog mirisa i okusa, a koristio se kod Rimljana za neku začinsku biljku.

## Opis
Jednogodišnje raslinje, poluzimzelene trajnice i polugrmovi.

## Rasprostranjenost
Umjerena i toplo-umjerena područja, posebno Mediteran; oko 20 vrsta južno-europski dio Rusije, Krim, Sjeverni Kavkaz, Srednja Azija.
U Hrvatskoj raste nekoliko vrsta, to su osogriz ili lopatasti vrisak (S. cuneifolia), vrtni čubar (S. hortensis), primorski čubar (S. montana), planinski vrisak ili klasoliki vrisak (S. subspicata), Visijanijev vrijesak (S. visianii). 

## Vrste
1. Satureja adamovicii Šilić
2. Satureja aintabensis P.H.Davis
3. Satureja amani P.H.Davis
4. Satureja atropatana Bunge
5. Satureja avromanica Maroofi
6. Satureja bachtiarica Bunge
7. Satureja boissieri Hausskn. ex Boiss.
8. Satureja bzybica Woronow
9. Satureja cilicica P.H.Davis
10. Satureja coerulea Janka
11. Satureja cuneifolia Ten.
12. Satureja edmondii Briq.
13. Satureja fukarekii Šilić
14. Satureja hellenica Halácsy
15. Satureja hortensis L.
16. Satureja horvatii Šilić
17. Satureja icarica P.H.Davis
18. Satureja innota (Pau) Font Quer
19. Satureja intermedia C.A.Mey.
20. Satureja intricata Lange
21. Satureja isophylla Rech.f.
22. Satureja kallarica Jamzad
23. Satureja kermanshahensis Jamzad
24. Satureja khuzistanica Jamzad
25. Satureja kitaibelii Wierzb. ex Heuff.
26. Satureja laxiflora K.Koch
27. Satureja macrantha C.A.Mey.
28. Satureja metastasiantha Rech.f.
29. Satureja montana L.
30. Satureja mutica Fisch. & C.A.Mey.
31. Satureja pallaryi J.Thiébaut
32. Satureja parnassica Heldr. & Sart. ex Boiss.
33. Satureja pilosa Velen.
34. Satureja rumelica Velen.
35. Satureja sahendica Bornm.
36. Satureja salzmannii (Kuntze) P.W.Ball
37. Satureja spicigera (K.Koch) Boiss.
38. Satureja spinosa L.
39. Satureja subspicata Bartl. ex Vis.
40. Satureja taurica Velen.
41. Satureja thymbra L.
42. Satureja visianii Šilić
43. Satureja wiedemanniana (Avé-Lall.) Velen.
44. Satureja ×caroli-paui G.López
45. Satureja ×delpozoi Sánchez-Gómez, J.F.Jiménez & R.Morales
46. Satureja ×dufourii (G.López) R.Morales
47. Satureja ×exspectata G.López
48. Satureja ×orjenii Šilić

## Sinonimi
- Argantoniella G.López & R.Morales; Anales Jard. Bot. Madrid 61: 25 (2004)
- Euhesperida Brullo & Furnari; Webbia 34: 433 (1979)
- Saturiastrum Fourr.; Ann. Soc. Linn. Lyon, n. s., 17: 133 (1869)
- Thymbra Mill.; Gard. Dict. Abr. ed. 4.: s.p. (1754), nom. illeg.